# Rudolf Babula
Rudolf Babula (4. února 1906 Pitín – 10. dubna 1945 Mauthausen) byl farář Církve československé husitské, zástupce ústřední rady pro západní distrikt Slovenska.

## Život
Narodil se 4. února 1906 v Pitíně na Uherskobrodsku v rodině zedníka Josefa Babuly a jeho manželky Františky, rozené Bartošové. Středoškolská léta prožil na Reformním reálném gymnáziu v Uherském Brodě, v červnu 1927 složil maturitní zkoušku. Již v té době byl rozhodnut pro kněžskou službu v Církvi československé husitské, do níž vstoupil hned v roce jejího vzniku. Na Husově československé evangelické fakultě bohoslovecké v Praze byl zapsán od školního roku 1927/1928. V červnu 1929 úspěšně složil první odbornou zkoušku bohosloveckou. Hned poté byl 30. června 1929 v Praze-Dejvicích vysvěcen na kněze. Na vlastní žádost byl od července 1929 ustanoven zástupcem faráře ve Zvolenu. Vedle farářské služby se nadále připravovat na druhou odbornou zkoušku a v červnu 1931 ji s dobrým prospěchem složil. Krátce nato, dne 1. srpna 1931, uzavřel sňatek s Věrou Ningerovou.
V r. 1933 krátce působil v Brně-Tuřanech, v r. 1934 se ovšem znovu vrátil na Slovensko. Protože si Rudolf Babula svou službou a zápalem získal na Slovensku renomé, rozhodla se v roku 1934 ústřední rada jmenovat ho nejen farářem v největší náboženské obci Bratislava, ale též zástupcem pro západní distrikt Slovenska. Funkci zastával až do své rezignace v srpnu 1935, kdy byl na vlastní žádost přeložen do Znojma. Během svého pobytu na Slovensku se vedle úkolů, které vyplývaly z jeho funkce, věnoval propagační a publikační činnosti. Jeho články byly otiskovány v denících i v církevním Palcátu a Českém zápase. Již v r. 1930 ústřední rada vydala jeho publikaci Církev československá a Slovensko.
V září 1935 definitivně opustil Slovensko a přes Znojmo se dostal až do náboženské obce v Uherském Brodě, kde byl v r. 1938 ustanoven nejprve pomocným duchovním a následně farářem. V čele náboženské obce se podílel na úpravě interiéru Husova sboru či připomenutí 350. výročí narození Jana Amose Komenského. Vlastenecký kněz se též zapojil do domácího protinacistického odboje v Obraně národa, později patřil k čelným představitelům odbojové skupiny Hnutí za svobodu na Uherskobrodsku a ke spolupracovníkům paraskupin Clay a Carbon. Na faře u Babulových se v prosinci 1944 ukrýval parašutista Jaroslav Šperl.
Již v r. 1943 byl dvakrát vyšetřován zlínským gestapem, ale vždy pro nedostatek důkazů propuštěn. Definitivně byl zatčen 13. února 1945. Během věznění v Kounicových kolejích prožil muka brachiálního vyšetřování, přesto vytrval a nikoho ze svých spolupracovníků neprozradil. Dne 7. dubna 1945 byl v transportu „KL 3“ odvezen do koncentračního tábora Mauthausen. Poslední noc z 9. na 10. dubna prožil zbitý po celodenním stání bez jídla a pití v koupelně. Druhý den, 10. dubna 1945, byl zavražděn a jeho tělo spáleno v novém krematoriu, které bylo ten den uvedeno do provozu.  
K prvnímu výročí úmrtí R. Babuly, kněze obdařeného pastorační moudrostí, laskavostí, obětavostí a kazatelskými schopnostmi, byla při vzpomínkové tryzně za účasti nejbližší rodiny, věřících i místního obyvatelstva v Husově sboru v Uherském Brodě odhalena faráři pamětní deska.